# Sicasso (circunscrição)
Sicasso é uma das sete circunscrições da região de Sicasso, no sul do Mali. Sua capital é Sicasso. Está dividida na comuna urbana de Sicasso e 42 comunas rurais:
- Bencadi
- Blendio
- Caboila
- Cafuziela
- Capolondugu
- Carabasso
- Clela
- Colocoba
- Cumancu
- Cuoro
- Curuma
- Danderesso
- Dembela
- Dialacoro
- Diomatené
- Dogoni
- Dumanaba
- Fama
- Faracala
- Fincolo
- Fincolo Ganadugu
- Gongasso
- Kapala
- Kofan
- Lobugula
- Minico
- Miria
- Missiricoro
- Tjicuna
- Natien
- Niena
- Nongo-Suala
- Pimperna
- Quiniam
- Sanzana
- Socurani-Missiricoro
- Tela
- Tiancadi
- Uateni
- Zanferebugu
- Zangaradugu
- Zaniena